# 2006年金馬國際影展
2006年金馬國際影展是在2006年11月10日至11月24日，於臺灣的台北舉辦。

## 簡介
參展影片如下：
- 肯·洛區《風吹稻浪》
- 佩德罗·阿尔莫多瓦尔《玩美女人》
- 市川準《東尼瀧谷》

焦點導演：山下敦弘

## 外部連結
- 金馬國際影展（页面存档备份，存于）